# Katarina Hansdotter
Katarina Hansdotter (* 1539; † 1596) war die Mätresse des Herzog von Finnland und späteren schwedischen Königs Johann III.

## Leben
Katarina Hansdotter wurde als Tochter des ehemaligen Mönchs Hans Klasson Kökkemäster und dessen Frau Ingeborg geboren. Sie war in den 1550er Jahren am Hof der Königin Katharina Stenbock (1535–1621) als Magd tätig. Dort fand der spätere König Johann III. (1537–1592) Gefallen an ihr. 1556 ließ Katarina sich als offizielle Geliebte Johanns auf dessen Burg Turku nieder, begleitete ihn aber auch auf Reisen.
Katarina Hansdotter gebar Johann III. vier Kinder. Der Sohn August Johansson (1557–1560) starb als Kind. Die übrigen Kinder wurden 1577 unter dem Namen Gyllenhielm in den Adelsstand erhoben und mit reichen Gütern ausgestattet. Sie verstarben aber ebenfalls jung. Sofia Gyllenhielm (1559–1585) heiratete den Feldherren Pontus De la Gardie und starb an der Geburt ihres dritten Kindes; Julius Gyllenhielm (1560–1581) und Lucretia Gyllenhielm (1562–1585) blieben kinderlos. Für Lucretias Tod machten ihr Vater und ihr Verlobter Carl Gustafsson Stenbock die Adlige Kerstin Gabrielsdotter verantwortlich. Sie habe Lucretia verhext. Die Angeklagte, in dritter Ehe mit Jöns Nilsson Ulfsax, dem Statthalter von Småland, verheiratet, musste ihre Unschuld von zwölf adligen Damen beschwören lassen.
Katarina Hansdotter wurde 1561 von Herzog Johann verlassen, als dieser aus politischen Gründen 1562 die jüngere Schwester des polnischen Königs Sigismund II. August, Katharina Jagiellonica, heiratete. Nach der Trennung zog sie nach Kangasala, wo sie mit Ländereien entschädigt wurde. Sie heiratete 1562 in Finnland Klas Andersson Västgöte, einen Höfling und Freund von Johann. Im Zusammenhang mit Johanns Aufstand gegen seinen älteren Halbbruder, den König Erik XIV., wurde Västgöte 1563 als Hochverräter hingerichtet. Das einzige Kind dieser Ehe, die 1563 geborene Brita, heiratete 1586 den Verlobten ihrer Halbschwester Lucretia.
In zweiter Ehe heiratete Katarina 1572 den Amtmann Lars Hordeel. Dieser wurde 1576 von König Johann geadelt, zum Statthalter von Turku ernannt, und verpflichtet, gut für Katarina und ihre Kinder mit Johann zu sorgen. Aus dieser Ehe hatte sie drei weitere Töchter.